# Fundación Huguet
La Fundació Huguet es una entidad privada sin ánimo de lucro que tiene como objetivo la promoción del valencianismo cultural, especialmente en cuanto a la difusión de la lengua valenciana. Fue creada en Castellón de la Plana bajo la voluntad testamentaria de Gaetà Huguet el 5 de enero de 1959 y  constituyó su primer patronato en la misma ciudad el 3 de enero de 1962.

## Patronato
El patronato de la Fundació Huguet tiene la sede en la ciudad de Castellón de la Plana. El primer patronato estuvo formato bajo las directrices de Gaetà Huguet en su testamento de 1959. El primer patronato estaba presidido por Adolf Pizcueta, Joan Fuster  era el vicepresidente, Ferran Sanchis, el secretario y como vocales: Manuel Sanchis Guarner, Emili Beüt, Enric Matalí, Miquel Peris, Xavier Casp, Ferran Vivas, Eugeni Roig y Josep Fibla. Todos los miembros tomaron el cargos el 3 de enero de 1962 a excepción de Francesc Xavier Caspe por discrepancias reiteradas de carácter ideológico e intelectual con Joan Fuster.
Posteriormente también han sido miembros Eliseu Climent, Enric Solà, José Luis Barceló Rodríguez, Josep Palàcios, Matilde Salvador, Josep Guía, Fernando Villalonga Campos o Vicent Pitarch, entre otros. El alcalde de la ciudad de Castelló y un regidor municipal también son miembros natos de la Fundación. Por lo tanto, también los alcaldes Eduardo Codina Armengot, Francisco Luís Grangel Mascarós, Vicente Pla Broch, Antonio Tirado Jiménez, Daniel Gozalbo Bellés, José Luis Gimeno Ferrer, Alberto Fabra Parte y Alfonso Bataller han formado parte. Así mismo, los regidores Josep Fèlix Tàrrega y Sorribes, Josep Maria Pachés Llau, Vicent Pitarch, Miquel Bellido, Elvira Vado, Carme Oliver, Víctor Falomir, Josep Pascual y Miquel Àngel Mulet Talón.

## Actividades
La Fundación Huguet se dedicó desde su creación a la promoción de la cultura valenciana. En su constitución quedó señalado que la Fundación Huguet tenía como objetivos apoyar a todas las manifestaciones del arte y la cultura del país, organizar cursos de valenciano por todo el país, proteger la literatura en valenciano y el material bibliográfico en esta lengua y apoyar en los centros excursionistas.
Las actividades preferentes han sido los cursos de lengua valenciana, la edición de libros, los concurso literarios, las conferencias o los encuentros de excursionistas. Su colaboración en la reacción del Secretariado para la Enseñanza del Idioma fue decisiva, puesto que buena parte de sus miembros eran o acontecieron miembros del patronato de la Fundación. Ambas entidades continuaron la tarea de difusión de la lengua durante los años 70 y 80, con apoyo público a la última etapa, mientras se normalizaba la enseñanza en los centros educativos. En 1982, coincidente con los actos del 50.º aniversario de las Normas de Castellón se inauguró la Biblioteca de la Fundació Huguet, situada en la primera planta de la Casa de la Cultura y comprada en 1989 por la Consejería de Cultura de la Generalidad Valenciana.
Otros de las entidades con las que más fuertemente ha sido relacionada han sido el Centro Excursionista de Castelló, la Sociedad Castellonense de Cultura, Lo Rat Penado, Acción Cultural del País Valenciano, la Fundación Ausiàs March o el Edicions Tres i Quatre, pero también otros de más allá de la Comunidad Valenciana como por ejemplo el Òmnium Cultural o el Associazione Italiana di Studi Catalani. También han establecido colaboraciones con diferentes divulgadores de la cultura valenciana, como Joan Francesc Mira, José Sánchez Adell, Jesús Huguet, Francesc de B. Moll o Pere Riutort entre otros.
Los Premios Valencià de l'any de la Fundació Huguet fueron otorgados por primera vez en 1968 y desde 1972 lo son anualmente. Reconocen a las personalidades que han realizado una tarea de defensa de la lengua en el mundo literario, pero también del arte, la cultura o la ciencia.